# 阿布扎克 (夏朗德省)
阿布扎克（法語：Abzac，法語發音：[abzak]）是法国新阿基坦大区夏朗德省的一个市镇，属于孔福朗区。

## 地理
阿布扎克（46°6'10"N, 0°42'15"E）面积33.35 平方千米，位于法国新阿基坦大区夏朗德省，该省份为法国西部内陆省份，北起德塞夫勒省和维埃纳省，东临上维埃纳省，东南至多尔多涅省，南至多爾多涅省，西接滨海夏朗德省。
与阿布扎克接壤的市镇（或旧市镇、城区）包括：布里亚克、莱萨克、奥拉杜尔法奈、布卢尔河畔阿涅尔、阿瓦耶利穆济讷、米亚克。

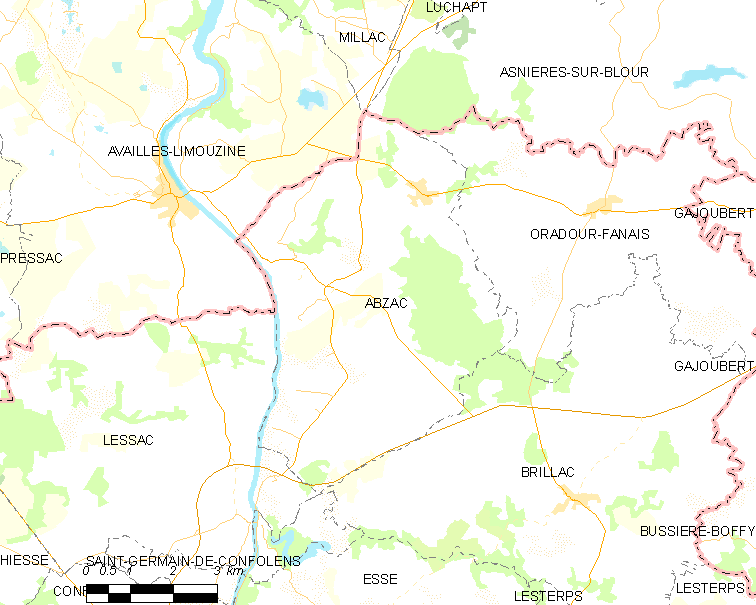
的OSM定位图

阿布扎克的时区为UTC+01:00、UTC+02:00（夏令时）。

## 行政
阿布扎克的邮政编码为16500，INSEE市镇编码为16001。

## 政治
阿布扎克所属的省级选区为夏朗德-维埃纳县。

## 人口

1962-2008年间人口变化图示

阿布扎克于2022年1月1日时的人口数量为513人。